# Julia Kunert
Julia Kunert (* 12. Februar 1953 in Zeitz; † 13. November 2022 in Petznick) war eine deutsche Kamerafrau und Filmregisseurin.

## Leben und Werk
Julia Kunert wuchs in Leipzig auf und drehte bereits im Alter von zehn Jahren eigene 16-mm-Filme im Pionierfilmstudio Leipzig. Regelmäßige Besuche des Leipziger Dokumentarfilmfestivals verfestigten ihr Interesse am Dokumentarfilm. Nach einem Volontariat beim DDR-Fernsehen begann sie 1972 ein Kamera-Studium an der Hochschule für Film und Fernsehen in Potsdam-Babelsberg. Eine erste intensive Arbeitsbeziehung entwickelte sich mit der Filmemacherin Angelika Andrees. Kunert verantwortete die Kamera für Andrees’ Hochschulfilme Wanderzirkus (1975) und Jacki (1977). Ihr erstes Projekt außerhalb der Hochschule, Heim (1978), wurde vor der Fertigstellung verboten und war erst 1990 erstmals öffentlich zu sehen.
Nach dem Studium durfte Kunert ein Jahr lang als Gast am DEFA-Studio für Dokumentarfilme arbeiten. Kunert war in dieser Zeit die einzige Kamerafrau am Studio. Sie arbeitete in dieser Zeit mit den Regisseuren Peter Rocha, Armin Georgi und Rainer Ackermann zusammen. Anschließend musste sie zum DDR-Fernsehen zurückkehren.
Nach dem Mauerfall drehte Kunert zusammen mit der westdeutschen Filmemacherin Lilly Grote eine dokumentarische Trilogie – Inside – Outside (1990), Staßfurt – Windhoek (1990) und Oshilongo Shange – Mein Land (1991/92) – über die sogenannten DDR-Kinder von Namibia. Zudem entstand als Gemeinschaftsprojekt zwischen den vier west- und ostdeutschen Filmemacherinnen Konstanze Binder, Ulrike Herdin, Grote und Kunert der Film Berlin, Bahnhof Friedrichstrasse 1990, der die rasanten Veränderungen in der Wendezeit in Berlin einfängt. Der Film feierte im Rahmen der Internationalen Filmfestspiele Berlin 1991 Premiere.
In den 1990er-Jahren setzte Kunert ihre Arbeit als Kamerafrau fort. Es entstanden mehrere abendfüllende Filme, darunter Lieber nach Osten als nach Kanada (1992–94), Die Wespen (1995), Nach der Eiszeit (1996) und Adventure Voice (1998). Ab Ende der 1990er-Jahre arbeitete Kunert für den Fernsehsender ORB und später für den RBB. Für das Fernsehen drehte sie mehr als 20 Reportagen.
Julia Kunert starb im November 2022 im Alter von 69 Jahren.

## Filmografie (Auswahl)
Als Kamerafrau, wenn nicht anders angegeben
- 1965: Bei Freunden zu Gast, Pionierfilmstudio
- 1974: MZ, HFF, Kameraübung
- 1975: Wanderzirkus, HFF
- 1977: Jacki, HFF
- 1977: Weil ich hier arbeite, HFF, Diplomfilm, auch Regie und Drehbuch
- 1978: Heim, verboten, erst 1990 gezeigt
- 1980: Meiningen Meiningen, HFF, auch Co-Regie, Co-Drehbuch
- 1981: Liebe Kolleginnen...
- 1981/82: Mutter
- 1982: Bildhauersymposium – Hoyerswerda im Sommer 1981
- 1990: Inside – Outside
- 1990: Staßfurt – Windhoek, auch  Co-Regie
- 1990/91: Berlin, Bahnhof Friedrichstraße 1990, auch Co-Regie, Co-Drehbuch
- 1991/92: Oshilongo Shange – Mein Land, auch Co-Regie
- 1992–94: Lieber nach Osten als nach Kanada
- 1996: Die Wespen, auch  Co-Regie
- 1996/97: Amor Fati. Liebe zum Schicksal
- 1998: Nach der Eiszeit
- 1998: Adventure Voice